# Калитянське
Калитянське — селище в Україні, у Козелецькій селищній громаді Чернігівського району Чернігівської області. Населення становить 35 осіб. До 2016 орган місцевого самоврядування — Омелянівська сільська рада.
Знаходиться поруч із селом Семиполки, розташоване уздовж автомобільної траси Київ — Чернігів.
У селищі Калитянське 12 дворів, мешкає 36 осіб.

## Історія
За даними на 1859 рік у козацькому й власницькому хуторі Калитянський Остерського повіту Чернігівської губернії мешкало 89 осіб (45 чоловічої статі та 44 — жіночої), налічувалось 13 дворових господарств.
У селі у 2010 р. створено музей М. М. Миклухо-Маклая.
З 2007 року виходить газета «Життя громади» (свідоцтво ЧГ № 400-49 від 04.12.2007), котра розповсюджується безкоштовно.
У 2018 році було створено музей «Чернігівщина — подорож крізь віки».
12 червня 2020 року, відповідно до розпорядження Кабінету Міністрів України № 730-р «Про визначення адміністративних центрів та затвердження територій територіальних громад Чернігівської області», увійшло до складу Козелецької селищної громади.
19 липня 2020 року, в результаті адміністративно - територіальної реформи та ліквідації Козелецького району, село увійшло до складу Чернігівського району Чернігівської області.

## Населення

### Мова
Розподіл населення за рідною мовою за даними перепису 2001 року:
| Мова       | Кількість | Відсоток |
| ---------- | --------- | -------- |
| українська | 35        | 100%     |

## Постаті
- Касперович Микола Іванович (1885—1938) — художник-«бойчукіст», реставратор.

## Галерея

Комплекс самообслуговування транзитних туристів у с. Калитянському, Чернігівська область
Експозиція у музеї М. М. Миклухо-Маклая у с. Калитянському
Експозиція у музеї М. М. Миклухо-Маклая у с. Калитянському
Комплекс самообслуговування транзитних туристів у с. Калитянському